# Just Listen
Just Listen ist ein Roman von Sarah Dessen, der bei dtv im April 2008 in Deutschland erschien und von Gabriele Kosack übersetzt wurde.

## Handlung
Annabel Greene scheint das Mädchen zu sein, das alles hat – zumindest stellt sie so ein Mädchen in einem Werbespot dar: ein Mädchen mit tollen Freunden, das auf Partys geht und überall beliebt ist.
Doch in Wirklichkeit trifft nichts von dem zu: Ein hässliches Gerücht macht in der ganzen Schule die Runde, verbreitet von Annabels bester Freundin Sophie.
Annabel schweigt zu diesem Gerücht. Angeblich soll sie sich an Sophies Freund, Will Cash, vergriffen haben, dass er sie jedoch fast vergewaltigt hätte, weiß niemand.
Annabel ist es gewohnt zu schweigen und Konfrontationen aus dem Weg zu gehen. In ihrer Familie wird immer so getan, als wäre alles in Ordnung, dabei haben ihre beiden Schwestern, Kirsten und Whitney ebenfalls große Sorgen, die jedoch erst spät jemand wahr haben will.
Schließlich lernt Annabel Owen kennen, der von allen misstrauisch beäugt wird.
Doch mit Owen kann sie seit langem richtig reden, er ist besessen von Musik und vor allem: er sagt immer die Wahrheit. Annabel merkt schnell, dass sie, seit sie mit Owen zusammen ist, viel besser aussprechen kann, was sie denkt, und von Tag zu Tag wird es besser. Tatsächlich vertraut sie ihm sogar an, dass sie mit dem Modeln aufhören möchte, ein Job, mit dem sie aufgewachsen ist und ihre Mutter sehr stolz macht.
Sie lernt wieder ihre Meinung zu sagen und sei es auch nur bei Musik.
Doch dann kommt plötzlich die ganze Vergangenheit wieder hoch, so plötzlich, dass Annabel sich abkapselt von Owen. Dieser verlangt zwar eine Erklärung, doch als sie schweigt, um nicht zu lügen, meiden sich beide. Owen kann nicht glauben, dass Annabel – in seinen Augen stets ehrlich – plötzlich etwas verschweigt.
In den zwei Monaten, die Annabel an die einsame, verstörte Zeit vor Owen erinnert, versucht sie zu verarbeiten, was sie die ganze Zeit verdrängt hatte: was in jener Nacht mit Will Cash passiert war, dass sie einen einsamen Sommer verbracht hatte, erinnert sich an alles, obwohl sie davor zurückschreckt.
Dabei hilft ihr vor allem die Musik: Denn Owen hatte ihr vor langer Zeit einige CDs gebrannt, die sie nacheinander durchhört, bis sie zu der letzten CD kommt, mit der Aufschrift „Just Listen“. Zu Annabels Verwunderung ist sie leer. Aber ausgerechnet diese CD verschafft ihr den endgültigen Durchbruch die Entscheidung zu fällen, Owen alles zu erzählen. Durch Annabels Ehrlichkeit wird der Streit vergessen, Annabel beichtet aber auch ihrer Familie alles, auch, dass sie mit Modeln aufhören möchte.
Am Ende wird Will Cash verhaftet. Annabel war nicht das erste Mädchen, an dem er sich vergriffen hatte und Emily, eines seiner Opfer, hatte Anzeige gegen ihn erstattet. Mit der Unterstützung von Owen und ihrer Familie, schafft Annabel es, vor Gericht gegen ihn auszusagen.

## Wissenswertes
Der Buchtitel Just Listen hat verschiedene Gründe für seinen Namen:
- Annabel braucht endlich jemanden, der ihr einfach mal zuhört, sowohl was ihre Meinung als auch ihre Probleme betrifft. Owen stellt in diesem Buch also den perfekten Zuhörer dar.
- Die CD, die Annabel von Owen geschenkt bekommen hat, trägt ebenfalls den Namen „Just Listen“, wobei es hier viel mehr darum geht, der Musik auf dieser CD eine Chance zu geben, indem man einfach nur bis zum Schluss zuhört.